# Hůrecký vrch
Hůrecký vrch (1100 m n. m.) je výrazná hora na Šumavě, která leží 1,5 km jihovýchodně od Nové Hůrky v okrese Klatovy.

## Přístup

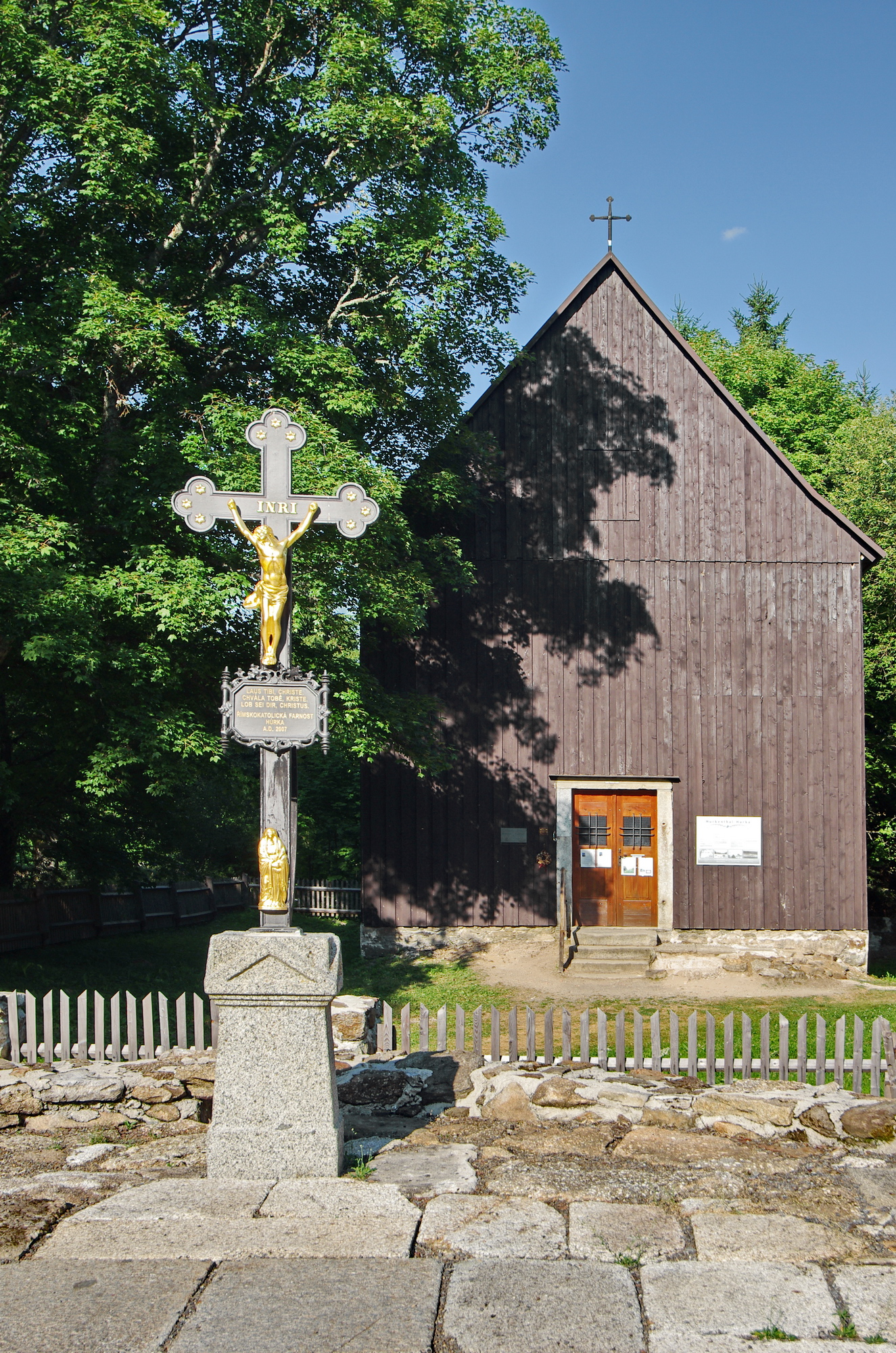
Hřbitovní kaple sv. Kříže

Na vrchol Hůreckého vrchu nevede žádná značená cesta, ale hned několik neznačených cest, z různých směrů. Nejjednodušší je přístup od Nové Hůrky po modře značené lesní silnici do Staré Hůrky, po které vede i cyklotrasa 2115. Asi 250 metrů před rozcestím Bývalá Stará Hůrka z ní odbočuje doleva neznačená cesta, ze které po dalších 100 metrech odbočuje opět doleva další cesta, která směřuje vzhůru přímo k vrcholu, vzdálenému 750 metrů. Celý výstup měří 2,5 km s převýšením 210 metrů.

## Hůrka
V jihozápadním sedle se rozkládala sklářská ves Hůrka. První část obce byla založena roku 1732 při sklářské huti Hafenbrändlů. Roku 1766 byla nedaleko založena nová sklárna a roku 1789 dal Ignác Hafenbrändl postavit kostel zasvěcený sv. Vincenci Ferrerskému. Nedaleko kostela byla v roce 1820 vystavěna hřbitovní kaple sv. Kříže, která sloužila jako hrobka bohatých sklářských rodin Abelů a Hafenbrändlů. Byl zde pohřben i rodinný lékař MUDr. Josef Klostermann, otec spisovatele Karla Klostermanna.
Po 2. světové válce bylo německé obyvatelstvo odsunuto a nedlouho poté se obec (s výjimkou Nové Hůrky) ocitla v pohraničním pásmu železné opony, resp. vojenském prostoru Dobrá Voda. Budovy byly zničeny, s jedinou výjimkou hřbitovní kaple, která přečkala do konce komunismu, ovšem značně zpustošená. V roce 2003 byla obnovená kaple znovu vysvěcena. V srpnu 2008 bylo v západní části bývalé Hůrky otevřeno nouzové nocoviště Hůrka.